# R. J. Stanford
(en) Statistiques sur pro-football-reference
Raymond Perry Stanford plus connu sous le nom de R. J. Stanford (né le 6 mai 1988 à Chino) est un joueur américain de football américain.

## Carrière

### Université
Stanford fait ses études dans le lycée de sa ville natale, le Chino High School. Il entre à l'université de l'Utah et joue avec les Utes. Durant sa carrière, il joue cinquante-et-un matchs depuis ses débuts officiels en 2006. Il commence comme running back mais se tourne vers le poste de cornerback peu de temps après.

### Professionnel
Stanford est drafté lors du septième tour du draft de 2010 de la NFL par les Panthers de la Caroline au 223e choix. Il entre dans l'équipe active mais ne joue aucun match lors de la saison 2010. En 2011, il entre au cours de douze matchs et intercepte la première passe de sa carrière.
En 2012, il signe avec les Dolphins de Miami où il reste à un poste de remplaçant.